# Philip Joper Escueta
Philip Joper Escueta (* 23. August 1993) ist ein philippinischer Badmintonspieler. 

## Karriere
Philip Joper Escueta nahm 2011 im Herreneinzel an der Badminton-Juniorenweltmeisterschaft 2011/Herreneinzel teil. Ein Jahr später startete er bei der Badminton-Asienmeisterschaft 2012 sowohl im Herreneinzel als auch im Herrendoppel. In beiden Disziplinen schied er jedoch in der ersten Runde aus. Weitere Starts folgten bei der Indonesia Super Series 2012 und der Japan Super Series 2012.